# Ryūsei Sugano
Ryūsei Sugano (japanisch 菅野 隆星 Sugano Ryūsei; * 3. November 2002 in der Präfektur Nara) ist ein japanischer Fußballspieler.

## Karriere

### Verein
Sugano erlernte das Fußballspielen in den Jugendmannschaften vom YF Nara Tesoro, dem Osaka Jeunesse FC und Gamba Osaka. Die erste Mannschaft von Gamba spielte in der ersten Liga, die U23-Mannschaft in der dritten Liga. Als Jugendspieler kam er 23-mal in der dritten Liga zum Einsatz.